# 宁夏水库列表
至2007年，中华人民共和国宁夏回族自治区共有大型水库1座：青铜峡水库。
根据中华人民共和国水利部发布的《中国水库名称代码》（中华人民共和国行业标准SL259-2000）将宁夏回族自治区所有大型水库及中型水库列表如下。

## 大型水库
| 水库       | 水系 | 总库容 | 位置     |
| ---------- | ---- | ------ | -------- |
| 青铜峡水库 | 黄河 | 7.35   | 青铜峡市 |

- 青铜峡水库 青铜峡市
- 沈家河水库 固原县
- 冬至河水库  固原县
- 苋麻河水库  固原县
- 寺口子水库  固原县
- 长山头水库 中宁县
- 碱泉口水库 海原县
- 张弯水库  海原县
- 石峡口水库  海原县
- 夏寨水库 西吉县夏寨乡
- 张家嘴头水库  西吉县将台乡
- 马莲水库  西吉县马莲乡
- 店子洼水库 彭阳县古城乡